# Gnophos dorkadiaria
Gnophos dorkadiaria är en fjärilsart som beskrevs av Eugen Wehrli 1922. Gnophos dorkadiaria ingår i släktet Gnophos och familjen mätare. Inga underarter finns listade i Catalogue of Life.